# Ictalurus punctatus
El pez gato americano (Ictalurus punctatus) es una especie de pez de la familia Ictaluridae, orden Siluriformes, siendo el siluriforme más común en los Estados Unidos. También es el tipo de pez gato más pescado, con aproximadamente 8 millones de pescadores en los Estados Unidos. Se trata en dicho país de una especie popular para su consumo, lo que ha generado un rápido crecimiento de la acuicultura de dicha especie en el país.
El pez gato americano se encuentra distribuido por todo el territorio de los Estados Unidos, en ríos de todos los tamaños, lagos y embalses. Es omnívoro. Su peso máximo está entre los 18 y los 23 kg.
También se le llama cuatete, habita en los canales, ríos y lagunas. Durante la pesca, el pescador debe tener mucho cuidado al sacar el anzuelo, puesto que tienen una espina en las aletas dorsales y en la superior. Las espinas son generalmente tiesas y agudas y tienen una amplia variedad de usos. Los siluriformes suelen usarlas como mecanismo de defensa. Muchos siluriformes tienen la capacidad de dirigir estas espinas hacia fuera. Los balistidae utilizan las espinas para trabar su cuerpo en las grietas o madrigueras en que se ocultan y evitar así ser forzados a salir de ellas.

## Especie invasora en España
Debido a su potencial colonizador y constituir una amenaza grave para las especies autóctonas, los hábitats o los ecosistemas, esta especie ha sido incluida en el Catálogo Español de Especies Exóticas Invasoras, aprobado por Real Decreto 630/2013, de 2 de agosto, estando prohibida en España su introducción en el medio natural, posesión, transporte, tráfico y comercio.

## Imágenes

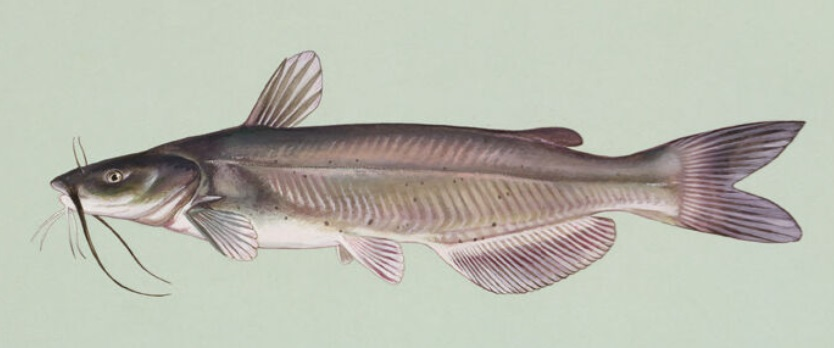
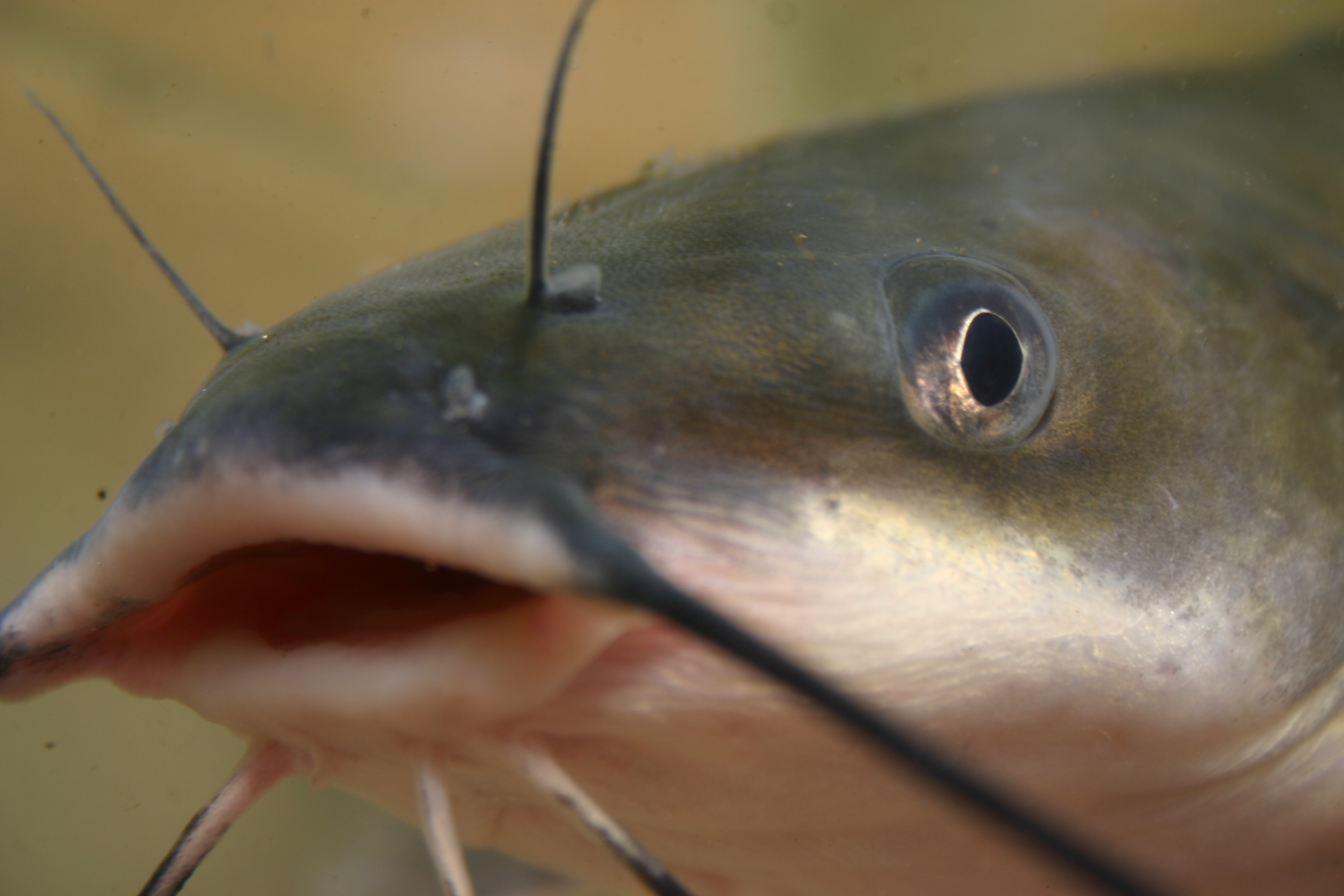